# Sin Dzsunszop
Sin Dzsunszop (hangul: 신준섭, handzsa: 申俊燮, RR: Sin Jun-seob; 1963. június 17. –) dél-koreai ökölvívó. Az 1984. évi nyári olimpiai játékokon középsúlyban aranyérmet szerzett.
A Vongvang (Wongwang) Egyetemen végzett testnevelés szakon. 2018 óta a namvon (namwon)i ökölvívó-szövetség vezető edzője.

## Eredményei
| 1964. évi olimpiai játékok   | 1964. évi olimpiai játékok | 1964. évi olimpiai játékok | 1964. évi olimpiai játékok  | 1964. évi olimpiai játékok | 1964. évi olimpiai játékok  | 1964. évi olimpiai játékok     | 1964. évi olimpiai játékok | 1964. évi olimpiai játékok |
| Versenyző                    | Versenyszám                | Selejtező                  | 32-es főtábla               | Nyolcaddöntő               | Negyeddöntő                 | Elődöntő                       | Döntő                      | Helyezés                   |
| Versenyző                    | Versenyszám                | Ellenfél Eredmény          | Ellenfél Eredmény           | Ellenfél Eredmény          | Ellenfél Eredmény           | Ellenfél Eredmény              | Ellenfél Eredmény          | Helyezés                   |
| ---------------------------- | -------------------------- | -------------------------- | --------------------------- | -------------------------- | --------------------------- | ------------------------------ | -------------------------- | -------------------------- |
| Sin Dzsunszop (Sin Jun-Seop) | Középsúly                  |                            | Patrick Lihanda (UGA) · 5:0 | Rick Duff (CAN) · 4:1      | Jerry Okorodudu (NGR) · 4:1 | Arístides González (PUR) · 4:1 | Virgil Hill (USA) · 3:2    |                            |